# World Through My Eyes
World Through My Eyes ist das vierte Studioalbum der deutschen Artrock-Band RPWL. Es erschien im Jahr 2005 bei Tempus Fugit und InsideOut Music.

## Entstehung und Veröffentlichung
Nach zwei Jahren Pause und Umbesetzungen (Andreas Wernthaler und Phil Paul Rissettio verließen die Band, Manfred Müller wurde neues Mitglied) nahmen RPWL ein neues Album in Deutschland, Österreich, England und Indien auf. Eine Reihe von Gastmusikern, darunter Ray Wilson und ein indischer Chor, wirkten mit. World Through My Eyes erschien auch in einer Surround-Fassung und mit Bonus-Titel auf SACD.

## Titelliste und Stil
1. Sleep – 7:42
2. Start the Fire – 4:43
3. Everything Was Not Enough – 8:43
4. Roses – 6:36
5. 3 Lights – 8:18
6. Sea-Nature – 8:12
7. Day on My Pillow – 4:18
8. World Through My Eyes – 10:10
9. Wasted Land – 4:44
10. Bound to Reach the End – 6:56

Bonus-Titel
1. New Stars Are Born – 7:00

RPWL spielen auf dem Album von Pink Floyd, Genesis und The Beatles beeinflussten Artrock mit eingängigen Melodien. Es werden einige orientalische Klänge und elektronische Effekte verwendet.

## Rezeption
Die Presse reagierte überwiegend positiv auf das Album. Auf den Babyblauen Seiten werden zwar einige Längen bemängelt, ansonsten findet Thomas Kohlruß „eigentlich kaum Kritikpunkte“, und Christian Rode hält World Through My Eyes für „einen hervorragenden Einstieg in den mittlerweile doch recht vielfältigen Soundkosmos der Band“. Auf metal.de wird außerdem gelobt: „Weicher, warmer Sound umhüllt die wunderschönen, weiten Tonlandschaften. Abwechslungsreiche Synthie- und Gitarreneffekte verbinden sich zu einem sanft treibenden Kunstwerk für Genießer, das raum- und zeitlos zwischen Himmel und Galaxis schwebt.“ Für Captain Chaos von Vampster ist das Album „großes Kino, vielleicht nicht perfekt, aber dadurch umso bodenständiger und intensiver“. Das eclipsed-Magazin nahm World Through My Eyes in seine Liste der 150 wichtigsten Prog-Alben auf.